# Chionides
Chionides (altgriechisch Χιωνίδης Chiōnidēs) war ein antiker Dichter der Alten Komödie, der im 5. Jahrhundert v. Chr. wirkte. Er ist der älteste namentlich bekannte Komödiendichter. Der Suda zufolge führte er bereits 486 v. Chr. ein Stück auf. Aristoteles führte in seiner Poetik Chionides und Magnes als erste Komödiendichter an. Von seinen Werken sind drei Titel und wenige Fragmente überliefert. Von der Komödie Die Perser oder Assyrier (altgriechisch Πέρσαι ἢ Ἀσσύριοι Persai ē Assyrioi) ist nur der Titel überliefert, aus der Komödie Die Helden (altgriechisch Ἥρωες Hērōes) sind drei Fragmente und aus Die Bettler (altgriechisch Πτωχοί Ptōchoi) vier kurze Fragmente erhalten. In einem Zitat aus dem Stück Die Bettler werden die Dichter Gnesippos und Kleomenes namentlich kritisiert. Die Autorschaft dieses Stückes wurde bereits in der Antike angezweifelt.